# Cités des astéroïdes
 (août 2023).
Cités des astéroïdes est un roman de Pierre Barbet paru en 1981 chez Fleuve noir, collection Anticipation no 1071  (ISBN 2-265-01627-6). Ce roman de science-fiction fait suite à Oasis de l'espace.

## Résumé
Une nouvelle cité de l'espace, « Kirkwood », est mise en chantier près des astéroïdes entre Mars et Jupiter. Là se trouvent d'incroyables richesses minérales. Dans le même temps le champ magnétique de la Terre s'inverse et cesse de protéger la planète. Les terriens exposés aux vents solaires meurent par millions. Il serait urgent de construire des écrans de protection. C'est alors que les gouvernants abandonnent la Terre et se lancent à la conquête des oasis pour y chercher refuge. La défense des Cités de l'espace repose une nouvelle fois sur Jacques Maurel.